# Бинеман, Василий Фёдорович
Василий Фёдорович Бинеман (нем. Eduard William Bienemann, 1795—1842) — художник, член академий художеств в Риме и во Флоренции, член курляндского общества литературы и искусств, рисовальщик общества натуралистов в Москве, миниатюрный живописец.

## Биография
Представитель дворянского рода Бинеман фон Биненштам, родился в 1795 в Курляндии в семье Фридриха Георга Бинемана — датского консула в Либаве (ныне Лиепая), коммерции советника. Жил некоторое время в Италии, затем приехал в Москву. В 1836 из Москвы прислал в Петербург, в Академию художеств, свои работы вместе с рекомендательными письмами от президентов академий в Риме и Флоренции и просил задать ему программу на звание академика. Совет Академии, рассмотрев его миниатюрные рисунки и гравюры признал его «назначенным» и задал программу — написать миниатюрный поколенный портрет директора чертежной дворцовой конторы, архитектора И. Л. Мироновского. В 1837 г. портрет был готов, но Академия нашла его неудовлетворительным, и Бинеман не был удостоен звания академика. Тогда он просил еще раз дать ему программу, а именно написать портрет вице-президента Академии, графа Ф. П. Толстого. В 1840 г. ему наконец задали эту программу, но и она была выполнена неудачно. Однако он все-таки получил звание академика по живописи портретной.

## Галерея

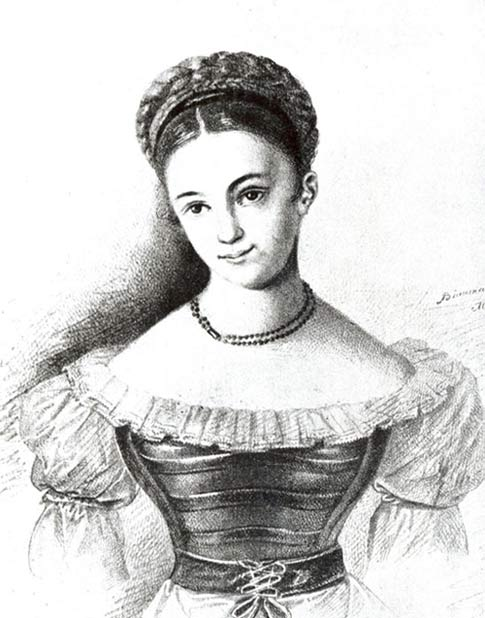
Портрет Каролины Яниш (1820-е гг.)
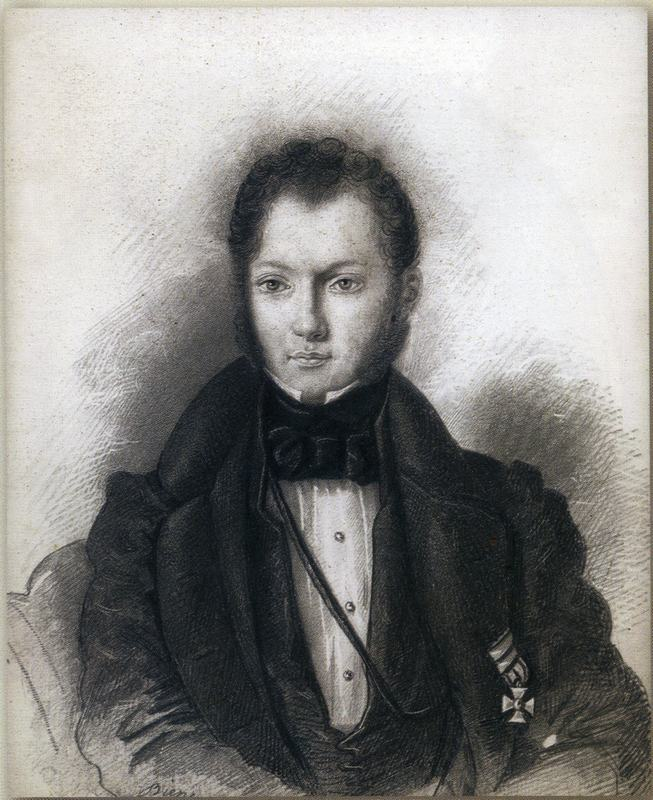
Портрет Николая Михайловича Обрескова
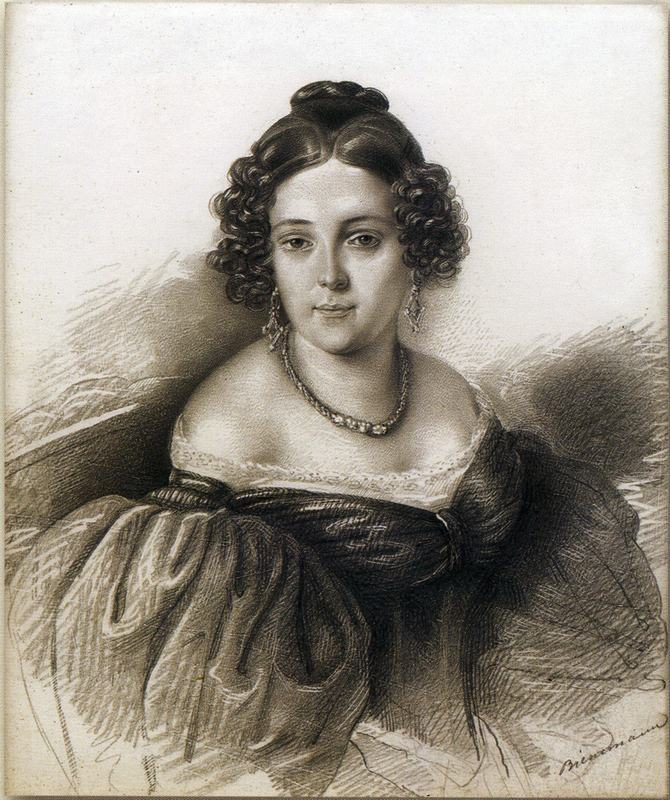
Портрет Натальи Фёдоровны Обресковой
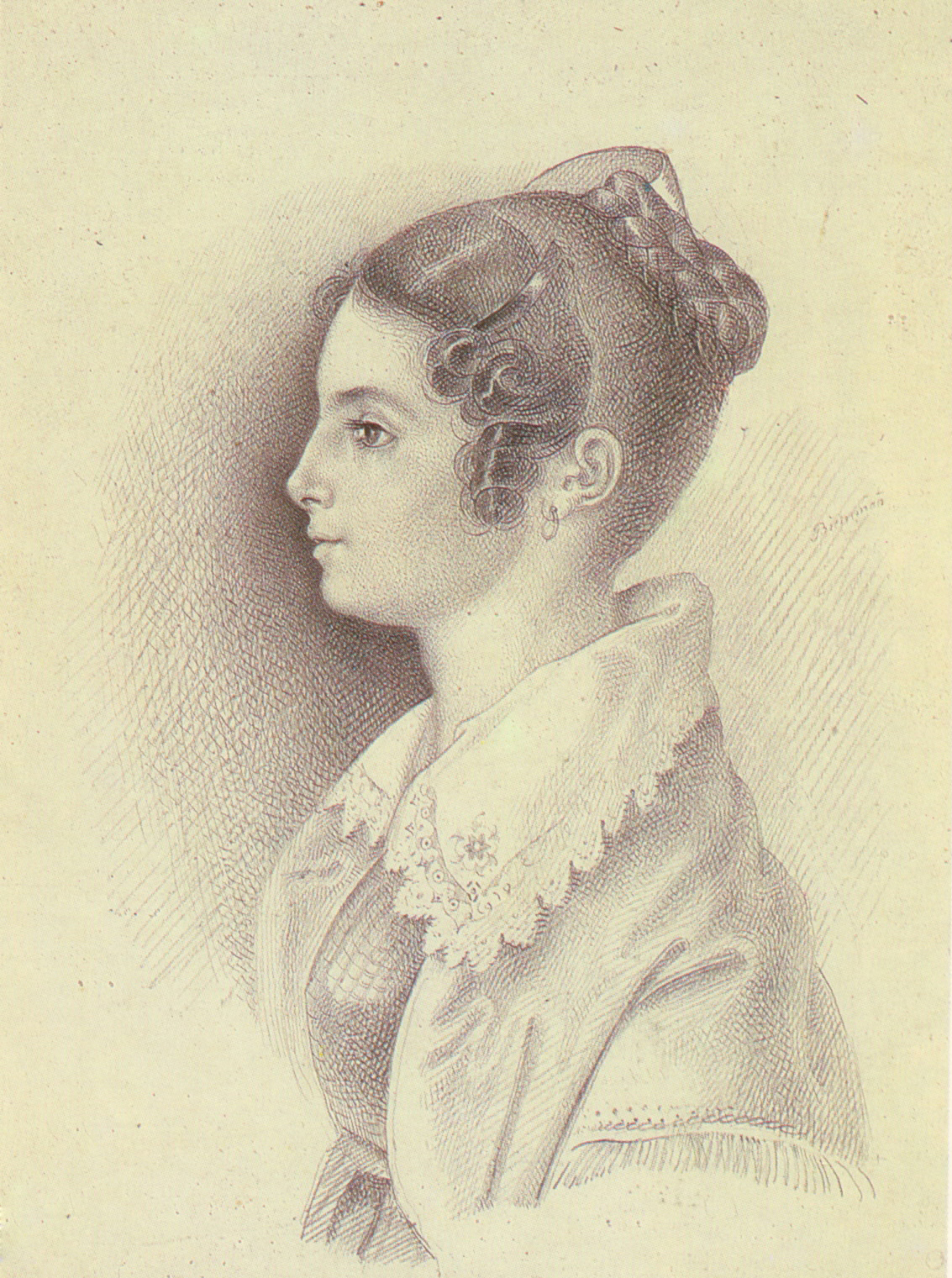
Портрет Веры Фёдоровны Вяземской
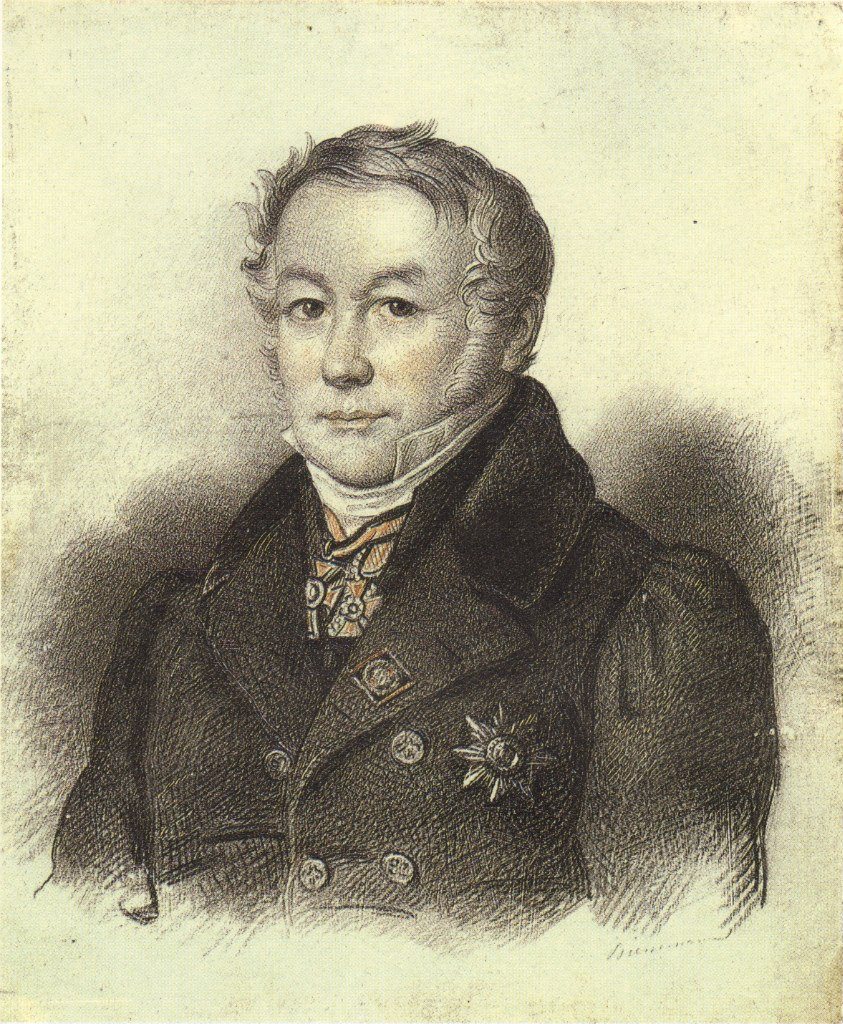
Портрет Федора Андреевича Гильтебрандта